# Stephen Dodson Ramseur
Stephen Dodson Ramseur (31 mai 1837- 20 octobre 1864) est un général confédéré de la guerre de Sécession, à un moment le plus jeune général de l'armée. Il impressionne Lee par ses actions à Malvern Hill et Chancellorsville, où il dirige sa brigade lors de l'attaque de flanc de Stonewall Jackson, subissant 50 % de pertes. Le premier jour de Gettysburg, il met en déroute de façon spectaculaire une brigade de l'Union, la faisant courir dans la ville, bien que ses supérieurs n'autorisent pas une poursuite plus profonde. Ramseur se distingue aussi lors de la campagne de l'Overland et de la campagne de la vallée où il est blessé mortellement à Cedar Creek.

## Avant la guerre
Dodson Ramseur n'utilise généralement pas son prénom ; ses amis intimes l'appellent « Dods ». Il naît à Lincolnton, Caroline du Nord de Jacob Able et de Lucy Mayfield Dodson Ramseur. Il est le petit-cousin des futurs généraux confédérés John Horace Forney et William H. Forney (en). Ramseur étudie à l'université Davidson, où il étudie les mathématiques avec pour professeur Daniel Harvey Hill, un autre futur général confédéré. Il poursuit ses études à l'académie militaire de West Point, est diplômé en 1860 et est promu second lieutenant.
Il est affecté au 3rd U.S Artillery et au 4th U.S. Artillery juste avant le déclenchement de la guerre.

## Guerre de Sécession
Ramseur n'attend pas que la Caroline du Nord fasse sécession de l'Union pour rejoindre l'armée des États confédérés en Alabama, mais est rapidement transféré dans le 10th North Carolina Militia. Il devient lieutenant colonel du 3rd North Carolina Infantry le 27 mai 1861. Il est blessé avec une clavicule cassée après avoir été désarçonné de son cheval en juillet 1861 et est absent du service jusqu'au printemps suivant.

### Campagne de la péninsule
Au début de la campagne de la Péninsule en 1862, Ramseur commande l'artillerie dans la division du brigadier général John B. Magruder, mais est élu colonel du 49th North Carolina Infantry (en) le 12 avril 1862. Lors de la bataille des Sept Jours, Ramseur fait sa première action significative lors de la bataille de Malvern Hill, où il mène une charge futile contre la solide défense de l'Union et est sévèrement blessé au bras droit. Le bras mutilé et paralysé, Ramseur retourne chez lui pour récupérer. Après la bataille d'Antietam, il revient de convalescence en tant que commandant d'une brigade de quatre régiments de Caroline du Nord dans la division du brigadier général Robert E. Rodes du corps du lieutenant général Thomas J. « Stonewall » Jackson. Promu brigadier général le 1er novembre 1862, il devient, à 25 ans, le plus jeune général de l'armée confédérée à cette époque. C'est une ascension remarquable pour quelqu'un qui a manqué tant de batailles, mais le général Robert E. Lee a été très impressionné par l'agressivité de Ramseur à Malvern Hill.

### Chancellorsville
Lors de la bataille de Chancellorsville, Ramseur est à la tête d'une brigade de la célèbre marche de flanc de Jackson le 2 mai 1863, contre la droite de l'Union. Le major général J.E.B. Stuart, lors de son commandement temporaire du corps après la blessure mortelle de Jackson, ordonne trois acclamations pour l'assaut agressif et recommande Ramseur pour une promotion au grade de major général ; il ne l'obtiendra qu'au terme d'une autre année. Le comportement de Ramseur est réellement trop agressif parce que sa brigade s'avance en avant des autres brigades trop rapidement, devient exposée, et se retrouve à court de munition. Des renforts doivent accourir de la brigade avoisinante pour aider à consolider ses gains. Sa brigade a le taux de pertes le plus élevé de la bataille - plus de 50 % - que tout autre brigade confédérée. Le jour suivant, il est une nouvelle fois blessé à la jambe. Le général Lee écrit à propos de la brigade de Ramseur après la bataille : 

« Je considère cette brigade et ses commandants régimentaires parmi les meilleurs dans leurs grades respectifs de l'armée, et lors de la bataille de Chancellorsville, où la brigade s'est beaucoup distinguée et a souffert sévèrement, le général Ramseur est parmi ceux dont la conduite m'a été particulièrement recommandée par le lieutenant général Jackson, dans un message qu'il m'a envoyé après sa blessure »

— Robert E. Lee, Rapport officiel de Chancellorsville
.

### Gettysburg
Lors de la bataille de Gettysburg, le 1er juillet 1863, la brigade de Ramseur est l'une des cinq brigades que Rodes mène dans un assaut au sud de Oak Hill contre le flanc droit du I corps de l'Union. Ramseur commence en réserve, mais les attaques infructueuses des brigades des brigadiers généraux Alfred Iverson et Edward A. O'Neal requièrent qu'il monte à l'avant pour éviter que l'assaut ne s'émousse. Plutôt que de répéter leur assaut direct, il tourne sur la gauche, au travers de la route de Mummasburg, et frappe les défenseurs sur leurs arrières, les mettant en déroute et les repoussant au travers de la ville. Cet assaut n'est pas aussi difficile que ceux menés par Irverson et O'Neal parce que les défenseurs de l'Union n'ont plus qu'une brigade en position au lieu des deux et qu'elle est à court de munitions. Ramseur est consterné lorsqu'il reçoit l'ordre d'arrêter la poursuite de l'ennemi au pied de Cemetery Hill. C'est le dernier combat à Gettysburg pour Ramseur ; la division de Rodes est mise en attente juste au nord-ouest de Cemetery Hill pendant les deux jours suivants et retraite avec le reste de l'armée de Virginie du Nord. Ramseur retourne chez lui pour une permission pour épouser Ellen E. « Nellie » Richmond et ils passent trois mois ensemble dans le camp d'hiver de l'armée confédérée.

### La Wilderness
Dans la Wilderness, au début de la campagne de l'Overland de 1864 du lieutenant général Ulysses S. Grant, Ramseur est une nouvelle fois mis en réserve. Le 7 mai 1864, sa brigade est appelée à l'avant et se confronte au IX corps du major général Ambrose Burnside, qui tente de prendre de flanc le corps de Ramseur. Lee et le commandant du corps le lieutenant général Richard S. Ewell écrivent, admiratifs, à propos de l'attaque vaillante, qui a repoussé les troupes de Burnside sur près de huit cents mètres (un demi mile). À Spotsylvania Court House, sa brigade contre-attaque le II corps du major général Winfield S. Hancock après son assaut sur Mule Shoe au « Bloody Angle ». Le corps à corps désespéré, l'un des plus intenses de la guerre, dure plus de vingt minutes. Il est une nouvelle fois blessé lors de cette attaque, abattu sur son cheval au bras droit, mais refuse de quitter le champ de bataille.

### Major général
Ramseur assure le commandement de la division de Jubal A. Early quand ce général reprend le commandement d'Ewell après Spotsylvania. Il reçoit une promotion temporaire de major général le 1er juin 1864, devenant le plus jeune diplômé de West Point à avoir été promu major général dans l'armée confédérée. Il combat à Cold Harbor et sa division est la première à intercepter Grant avant qu'il ne puisse capturer Petersburg.

### Campagne de la vallée de 1864
En juin 1864, Ramseur et le reste du corps d'Early sont envoyés par Lee dans la vallée de la Shenandoah pour éloigner les forces de l'Union de Petersburg, lors des campagnes de la vallée de 1864. Ils mènent un long raid réussi dans la vallée, dans le Maryland et atteignent les abords de Washington, D.C., avant de s'en retourner. Le major général Philip Sheridan est envoyé par Grant pour chasser Early de la vallée.
Le 20 juillet 1864, alors qu'Early retraite de Berryville après avoir subi deux revers, il lui faut au préalable évacuer les hôpitaux militaires et des dépôts de stockage de la base d'opérations confédérée à Winchester. Afin de couvrir ce repli, Ramseur reçoit l'ordre de se positionner à l'intérieur de Winchester et d'éviter de combattre les forces de l'Union. Néanmoins, à l'approche de la division d'Averell près de Carter's Farm, Ramseur désobéit aux consignes et tente de la défaire lors de la bataille de Rutherford's Farm mais échoue et retourne à Winchester.
Le 19 septembre 1864, Sheridan attaque les confédérés lors de la bataille d'Opequon, aussi appelée troisième bataille de Winchester. La division de Ramseur est mise en déroute par un assaut puissant de l'Union près du dépôt de Stephenson ; Ramseur aurait pleuré ouvertement et blâmé de manière immature ses hommes pour la retraite. Son collègue Rodes est mortellement blessé.

### Cedar Creek et mort
Lors d'une attaque surprise un mois après, Early met en déroute les deux tiers de l'armée de l'Union lors de la bataille de Cedar Creek le 19 octobre 1864, mais ses troupes sont affamées et épuisées et brisent leurs rangs pour piller le camp de l'Union ; Ramseur parvient à rassembler une petite centaine de soldats qui ont quitté sa division et se tient avec eux au centre de la ligne lorsque Sheridan contre-attaque. Ils tiennent à distance l'assaut de l'Union pendant une heure et demie. Ramseur démontre une grande bravoure en ralliant ses troupes, mais il monte son cheval de façon visible et tire continuellement. Il est blessé au bras et son cheval est abattu sous lui. Un second cheval est aussi tué. Sur son troisième cheval, il est touché aux deux poumons et tombe, capturé ultérieurement par les soldats de l'Union du texte=1st Vermont Cavalry.
Dodson Ramseur meurt le lendemain près de Meadow Mills, Virginie (en), au quartier général de Sheridan à Belle Grove Mansion. Ses derniers mots sont, « Apporter ce message à ma chère femme - je meurs en chrétien et espère la revoir au paradis ». Le jour précédent la bataille, il avait appris la naissance de sa fille. Il est enterré près de son lieu de naissance, Lincolnton, dans le cimetière épiscopal de St. Luc.

Le récit de Jubal Early sur Ramseur à Cedar Creek résume l'homme et son talent : 

« Le major général est tombé entre les mains de l'ennemi, mortellement blessé, et avec lui non seulement mon commandement, mais aussi le pays subit une lourde perte. Il est l'officier le plus brave et le plus énergique qu'aucun désastre n'atterrait et dont l'énergie semblait prendre une nouvelle force dans les brumes de la confusion et le désordre. Il est tombé à son poste combattant comme un lion aux abois, et son État natal a raison d'être fier de sa mémoire. »

— Jubal Early, Rapport officiel de Cedar Creek

## Mémoire
Dans la région du Piedmont Triad, la ville de Ramseur dans l'est du comté de Randolph, Caroline du Nord a été baptisée en l'honneur de Stephen Dodson Ramseur.
Un monument sur le champ de bataille de Cedar Creek commémore la mort de Ramseur à Belle Grove House.
Dans l'uchronie de 1961 de MacKinlay Kantor « If the South Had Won the Civil War (en) », Ramseur apparaît comme l'un des personnages les plus influents qui aurait fait campagne pour l'abolition de l'esclavage dans une Confédération indépendante et finalement acquise en 1885.